# Sport- und Freizeitzentrum Taucha
Das Sport- und Freizeitzentrum Taucha ist eine Sportstätte im sächsischen Taucha, einer Kleinstadt nordöstlich von Leipzig.

## Geschichte
Den ersten Ausbau erlebte das Vereinsgebäude an der Kriekauer Straße im Jahr 1972. In Eigenregie wurden fünf neue Umkleidekabinen und dazugehörige Sanitäranlagen ergänzt. Im August 1999 begann die große Umgestaltung des Sportgeländes. Unterstützt durch Fördermittel des Freistaats Sachsen entstand eine moderne Sportanlage, deren Kunstrasenplatz bereits im November 1999 übergeben werden konnte. Die Gesamtübergabe der Anlage erfolgte im August 2000.
Die SG Taucha 99 verfügt nunmehr über ein Rasengroßfeld (105 × 68 Meter) mit überdachter Tribüne und ca. 300 Sitz- sowie maximal 2000 Stehplätzen. Das mit Flutlicht ausgestattete Kunstrasenfeld (90 × 60 Meter) bietet maximal 200 Besuchern Stehplätze. Das Vereinsgebäude umfasst sechs Kabinen, Räume für Schiedsrichter und die Geschäftsstelle des Vereins. Dazu kommt noch ein Kleinfeldübungsplatz (Kunststoffbelag) von 45 × 27 Metern. Bei der Errichtung der Anlage wurde zusätzlich die Errichtung eines Rasenkleinfeldes geplant (50 × 32 Meter).
Nicht nur die SG Taucha 99 findet auf der liebevoll „Krieke“ genannten Anlage optimale Spiel- und Trainingsbedingungen. Auch internationales Flair konnte man bereits an der Parthe genießen. So spielten 2003 die deutschen Damen der U-19 ein EM-Gruppenspiel in Taucha, welches aber gegen die Auswahl Italiens mit 1:2 verloren ging. 2009 trafen in Taucha die U-17-Nationalteams von Frankreich und Italien in einem EM-Gruppenspiel aufeinander, mit dem besseren Ende für die Italiener (2:1). Im Juni 2016 traf die U-18-Auswahl Sachsens auf eine U-19 des Kosovo, die sich 3:1 gegen die sächsischen Nachwuchskicker behaupten konnten.